# Малая Калитниковская улица
Ма́лая Калитнико́вская у́лица — улица в центре Москвы в Таганском и Нижегородском районах между улицей Талалихина и Скотопрогонной улицей.

## История
Калитниковские улицы (Большая, Малая, Средняя) изначально назывались Александровскими — по находившейся здесь Александровской слободе. В 1922 году они были переименованы по Калитниковскому кладбищу, основанному в 1771 году. Кладбище получило название по местности Калитники, где жили калитники — мастера, делавшие кожаные сумки и кошели (калиты).

## Описание
Малая Калитниковская улица начинается от улицы Талалихина и проходит на юго-восток, слева к ней примыкают Нижегородский переулок, Воловья улица и Малый Калитниковский проезд, справа — Ведерников переулок и Сибирский и Михайловский проезды. Затем улица проходит вдоль границы Калитниковского кладбища и заканчивается на Скотопрогонной улице. Правая сторона улицы за Михайловским проездом занята промышленной зоной.

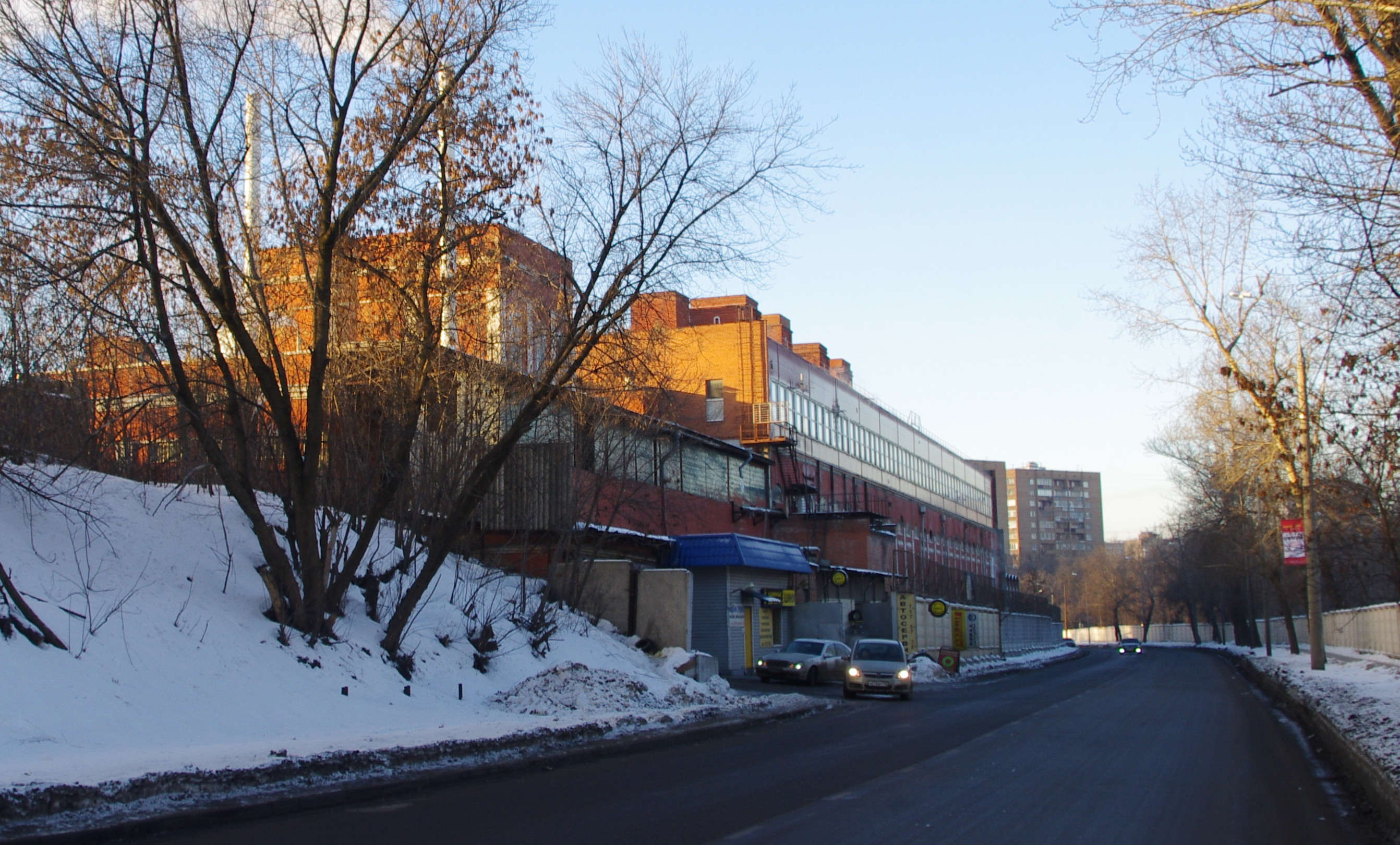
Малая Калитниковская улица в промзоне, вид в сторону центра (2012)

## Здания и сооружения
По нечётной стороне:
- № 7 — центр сертификации «Евро-Тест»;
- № 9а — представительство информационного агентства «Синьхуа»;
- № 47 — медицинский вытрезвитель № 1;

По чётной стороне:
- № 20, корпус 1 — жилой дом. Здесь жил биохимик Н. М. Голышин[1].
- № 20, корпус 2 — Сбербанк, Центральное отд. № 8641/№ 01241 (в сентябре 2013 г. переведён по адресу: ул. Нижегородская, д. 13Б);
- № 22 — библиотека № 138 ЦАО; отделение связи № 109029.